# 蒙哥馬利溪 (加利福尼亞州)
蒙哥馬利溪（英語：Montgomery Creek）是位於美國加利福尼亞州沙斯塔縣的一個人口普查指定地區。

## 地理
蒙哥馬利溪的座標為40°50′25″N 121°55′11″W / 40.84028°N 121.91972°W，而該地最高點為海拔高度650米（即2140英尺）。

## 人口
根據2010年美國人口普查的數據，蒙哥馬利溪的面積為8.548平方千米，當中陸地面積為8.424平方千米，而水域面積為0.124平方千米。當地共有人口163人，而人口密度為每平方千米19人。